# Битка код Хадријанопоља (324)
Битка код Хадријанопоља вођена је 324. године у Тракији између цара Константина Великог и његовог бившег савладара Лицинија. Завршена је победом Константина.

## Битка
Битка код Хадријанопоља је пресудна битка у грађанском рату којим је Константин укинуо тетрархију и постао владар читавог царства. Приликом похода на Сармате и Готе, Константин прелази на Лицинијеву територију и тиме га испровоцирао да му објави рат 324. године. Војске су се суочиле код Хадријанопоља, на реци Марици (Једрене). Константин је након вишедневног избегавања, користећи трик, вешто успео да разбије Лицинијеву војску и натера га на повлачење према Византу. Након пораза код Хелеспонта и Хризопоља, Лициније је присиљен да сву власт преда Константину.